# Муллагулово
Муллагулово (баш. Муллағол) — деревня в Мелеузовском районе Республики Башкортостан Российской Федерации. Входит в состав Аптраковского сельсовета.

## География

### Географическое положение
Находится на берегу реки Белой.
Расстояние до:
- районного центра (Мелеуз): 21 км,
- центра сельсовета (Аптраково): 1 км,
- ближайшей ж/д станции (Мелеуз): 21 км.

## Население
| 2002 | 2009 | 2010 |
| ---- | ---- | ---- |
| 144  | ↗161 | ↘155 |

Национальный состав
Согласно переписи 2002 года, преобладающая национальность — башкиры (99 %).